# Kraftwerk Graz-Puntigam
Das Kraftwerk Graz-Puntigam (auch Murkraftwerk Graz) ist ein Laufwasserkraftwerk der Energie Steiermark am Fluss Mur. Es befindet sich im südlichen Stadtgebiet von Graz, etwa 600 Meter flussaufwärts der Puntigamer Brücke.

## Das Kraftwerk
Erste konkrete Pläne für ein Kraftwerk in der Gegend entstanden 2009. Im Jänner 2017 wurde mit dem Bau des Kraftwerks begonnen. Im Juni 2019 wurde mit dem teilweisen Probebetrieb der Turbinen begonnen. Der Regelbetrieb wurde am 9. Oktober 2019 aufgenommen.
Das Kraftwerk hat eine installierte Leistung von 17,7 MW und produziert ein Regelarbeitsvermögen von 82 GWh an elektrischer Energie pro Jahr. Die geplante Stauhöhe beträgt 9,65 Meter bei einer Durchflussmenge von 200 m³/s.
Das Kraftwerk liegt 9 km flussabwärts des 15,6-MW-Laufkraftwerk Weinzödl, das seit 1982 in Betrieb ist. Die freie Fließstrecke reicht bei Hochwasser etwa bis zur Murinsel, bei Niedrigwasser weiter, etwa bis zum Augarten. Ab dem Kraftwerk Puntigam folgt 5 km flussabwärts das 18-MW-Laufkraftwerk Gössendorf, das seit 2012 in Betrieb ist. Wasser des etwa 20 km langen Grazer Mühlgangs umgeht die Kraftwerke Weinzödl, Puntigam und Gössendorf.
Die kolportierten Kosten für den Kraftwerksbau belaufen sich auf rund 80 Millionen Euro, an denen die Energie Steiermark mit 37,5 % und die Energie Graz mit 12,5 % beteiligt sind. Mitte Februar 2017 wurde bekannt, dass die Verbund AG mit einem Anteil von 12,5 % in die Kraftwerksgesellschaft einsteigt. Die Verbund AG galt schon einmal als 50-Prozent-Partner, zog sich aber 2016 zurück. Zudem soll sie die Betriebssteuerung übernehmen.
Mit Stand 2017 betreibt die Verbund AG 19 andere Wasserkraftwerke an der Mur und 40 Wasserkraftwerke in der gesamten Steiermark. Gesteuert und überwacht werden diese in der Zentralwarte in Pernegg südlich von Bruck an der Mur.
Wegen der Wasseraufstauung – die Stauwurzel soll auf Höhe der Grazer Murinsel liegen – mussten Dämme aufgeschüttet werden, die am Kraftwerksstandort mehr als drei Meter hoch sind. Diese sollen flussaufwärts bis Höhe Seifenfabrik reichen und dabei gleichmäßig niedriger werden.
Gleichzeitig mit dem Bau des Murkraftwerkes wird auch ein zentraler Speicherkanal (auch Sammel- und Entlastungskanal) um weitere 80 Millionen Euro errichtet. Dieser soll für eine Verbesserung der Wasserqualität sorgen und verhindern, dass Fäkalien in die Mur gelangen. Bei starkem Regen vermischt sich derzeit Regenwasser mit Fäkalien aus der überlaufenen Grazer Kanalisation. Abwasser mitsamt Fäkalien werden dann in die Mur gespült. Der simultane Bau von Kraftwerk und Speicherkanal soll beiden Projekten finanzielle Vorteile bringen.
Erst am 12. Juli 2022 wurde der 3,2 m breite Geh- und Radweg über das Kraftwerk geöffnet.

## Kritik
Schon während erster Planungsphasen gab es von Seiten der Bevölkerung Bedenken an dem Bauvorhaben. Neben wirtschaftlichen Aspekten waren bzw. sind Befürchtungen um weitreichende ökologische Veränderungen Reibungspunkte. Naturschützer kritisieren beispielsweise, dass durch die Murstufe und die dadurch verlangsamte Fließgeschwindigkeit des Wassers Laichgründe und Lebensräume von Fischbeständen zerstört werden. Baumrodungen führten zu Konflikten, nicht zuletzt resultierend aus den variierenden Angaben über die zu fällenden Bäume seitens der Auftraggeber (800 Bäume) und Gegner (17.000 Bäume).
Die Bürgerinitiative Rettet die Mur sammelte Unterschriften für eine Volksbefragung und konnte im September 2016 den Antrag dafür mit der benötigten Anzahl von Unterschriften einreichen. Der Gemeinderat wies die Forderung zurück mit der Begründung, dass die Entscheidung nicht im Wirkungskreis der Stadt liege, da ein Landeskonzern das Kraftwerk baue. Einsprüche dagegen wurden vom Landesverwaltungsgerichtshof und vom Verwaltungsgerichtshof in Wien abgewiesen.
Seit Beginn der Baumrodungen Anfang Februar 2017 wurde die Baustelle von Aktivisten mehrmals besetzt und es wurden Proteste gegen das Projekt organisiert.
Den Auftraggebern zufolge wurden umfangreiche Maßnahmen zur Minimierung von ökologischen Schäden vorgenommen. Der Fischbestand soll geschont und das Gehölze wieder aufgeforstet werden. Es soll darüber hinaus zu einer gesamten Aufwertung im Bereich um das neue Kraftwerk kommen.

## Zwangsarbeiterlager Liebenau
Da das Baustellengelände im direkten Umfeld des ehemaligen Standorts des Zwangsarbeiterlager Graz-Liebenau liegt, wurde vom Betreiber Energie Steiermark und der Stadt Graz eine Studie zur Geschichte des Lagers in Auftrag gegeben. Die Bauarbeiten wurden von Archäologen des Bundesdenkmalamtes begleitet.
Im September 2020 wurde eine leuchtende Gedenktafel enthüllt. Im Oktober 2022 wurde eine Stolperschwelle am linken Uferbegleitweg verlegt.

## Bombenfunde beim Bau
Am 28. März 2018 wurde eine atypisch geformte 50-Kilogramm-Bombe beim Gasrohrsteg gefunden. Im Umkreis von 200 Metern wurde die Angergasse und der Radgehweg an der Mur einige Zeit gesperrt.
Am 18. Juni 2018 wurde eine 250-Kilogramm-Fliegerbombe ohne Aufschlagzünder gefunden.
Am Morgen des 9. November 2018 wurde am rechten Ufer von einem Baggerfahrer eine 250-Kilogramm-Sprengbombe gefunden. Die Bauarbeiten wurden bis zu ihrem Abtransport am Vormittag unterbrochen.

## Brand
Samstag, 25. April 2020, kurz vor Mitternacht kam es auf der Baustelle zu einem Brand, bei dem mehrere Kabeltrommeln und Baumaterial betroffen war und der von der Grazer Feuerwehr rasch gelöscht werden konnte. In Ermangelung anderer Brandursachen geht die Polizei von Brandstiftung aus.

## Bildergalerie

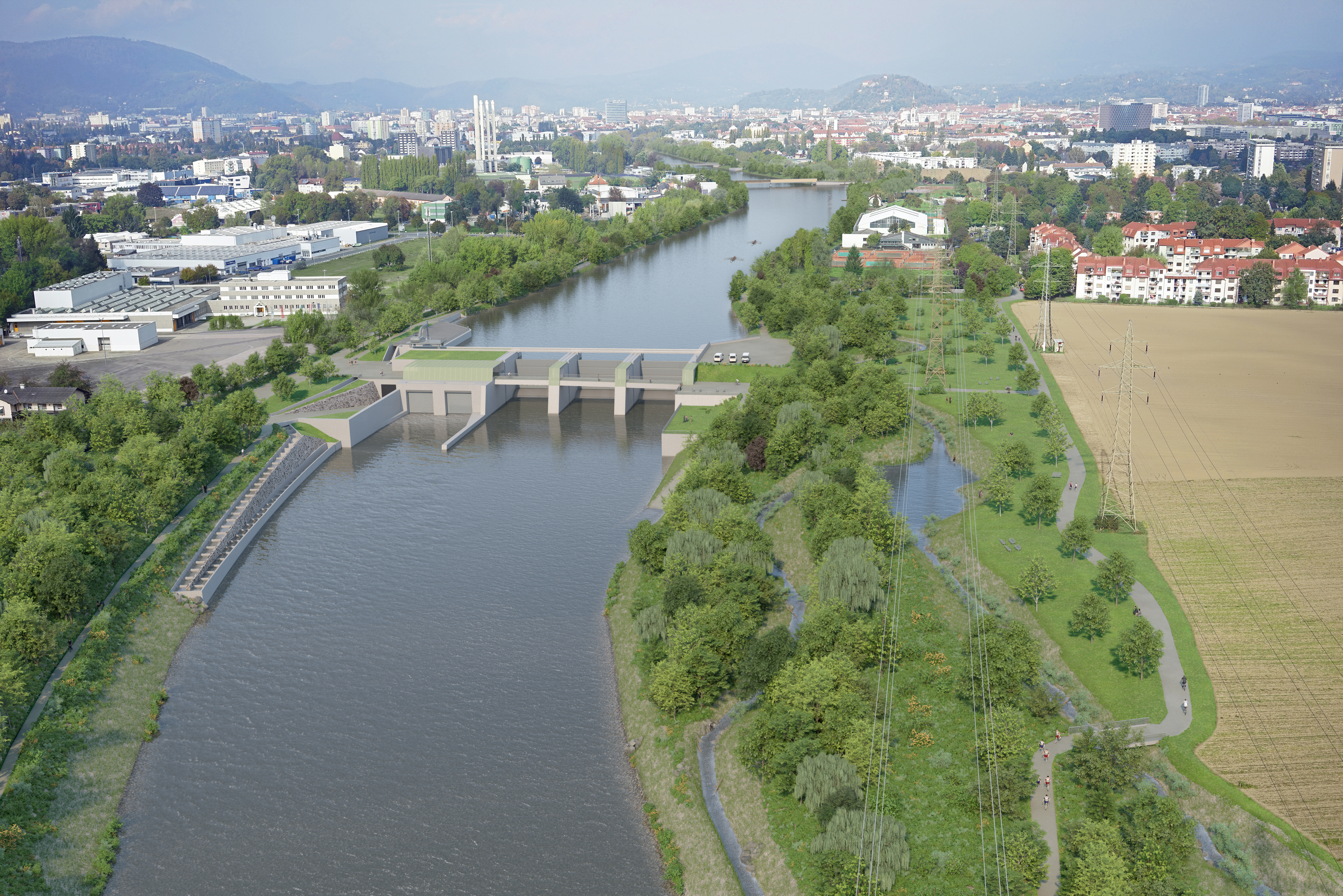
Geplantes, fertiges Murkraftwerk Graz inklusive Kraftwerkspark (im Bild rechts vom Kraftwerk). Blick Richtung Graz-Zentrum. (Projektillustration um 2016)
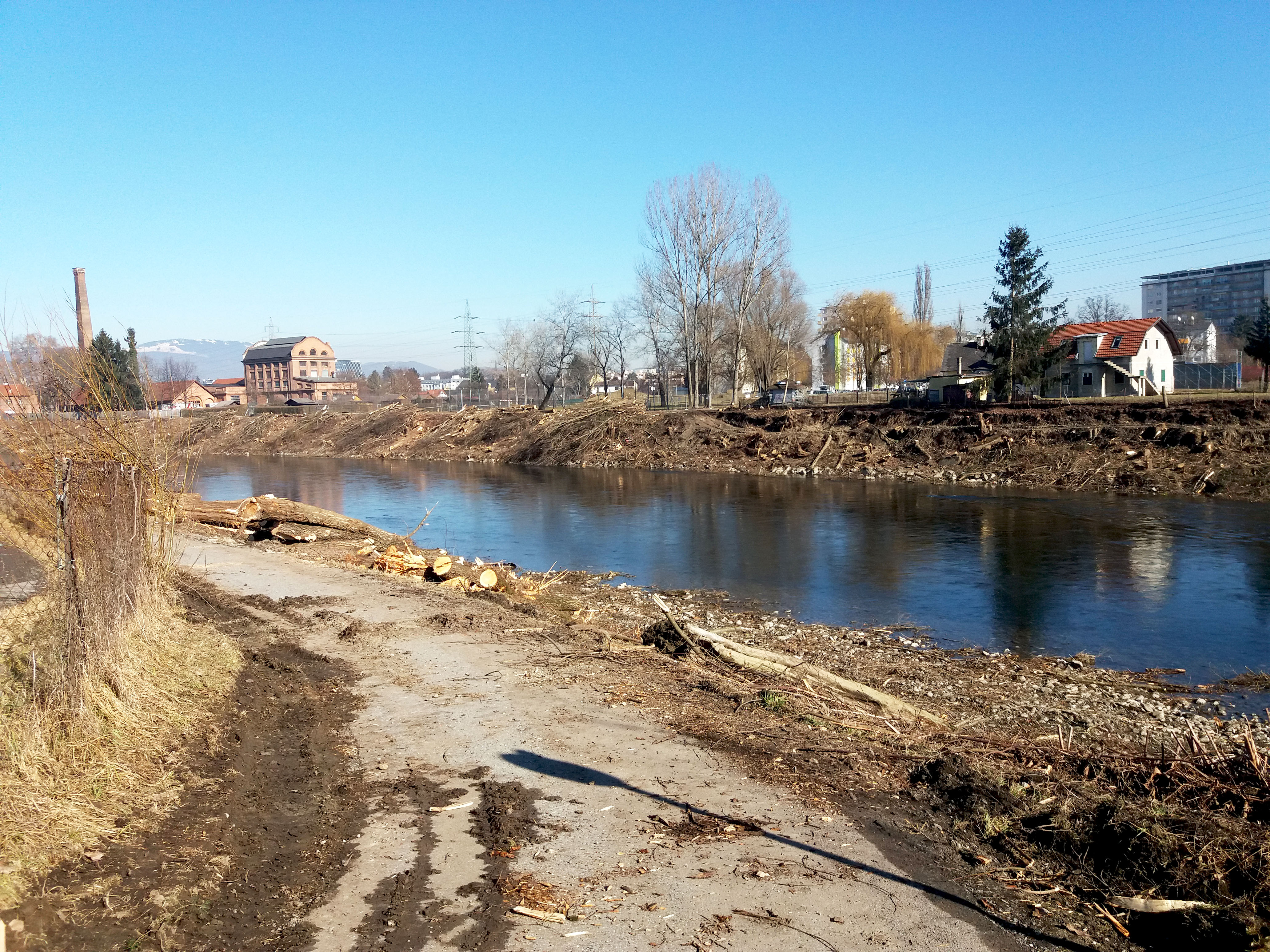
Die Dämme entlang der Mur werden – flussaufwärts – niedriger und enden auf Höhe der Seifenfabrik (links im Bild) (15. Feb. 2017)
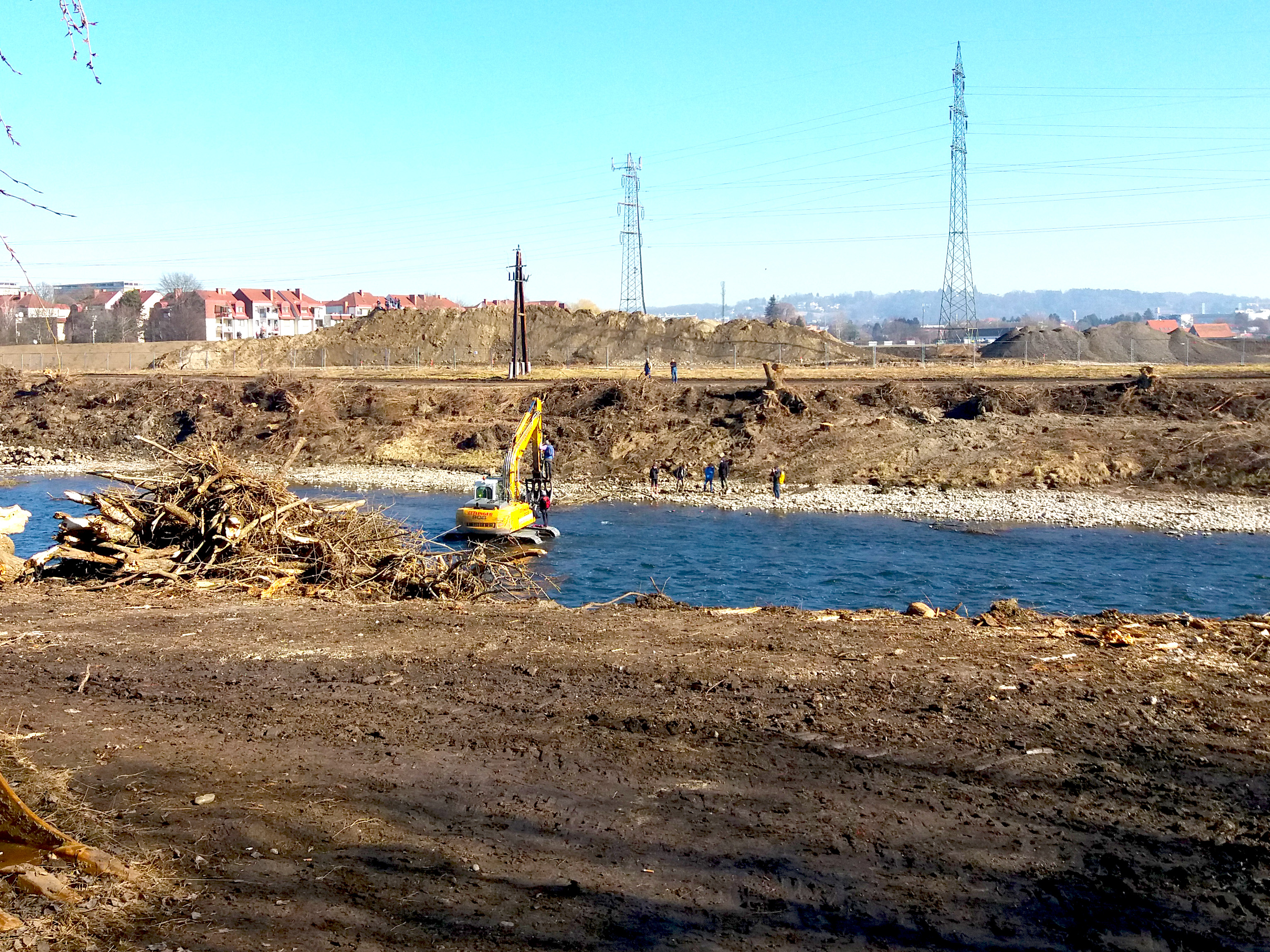
Belagerung eines Baggers durch Kraftwerksgegner am 15. Februar 2017.